# 阿姆斯特丹世界贸易中心

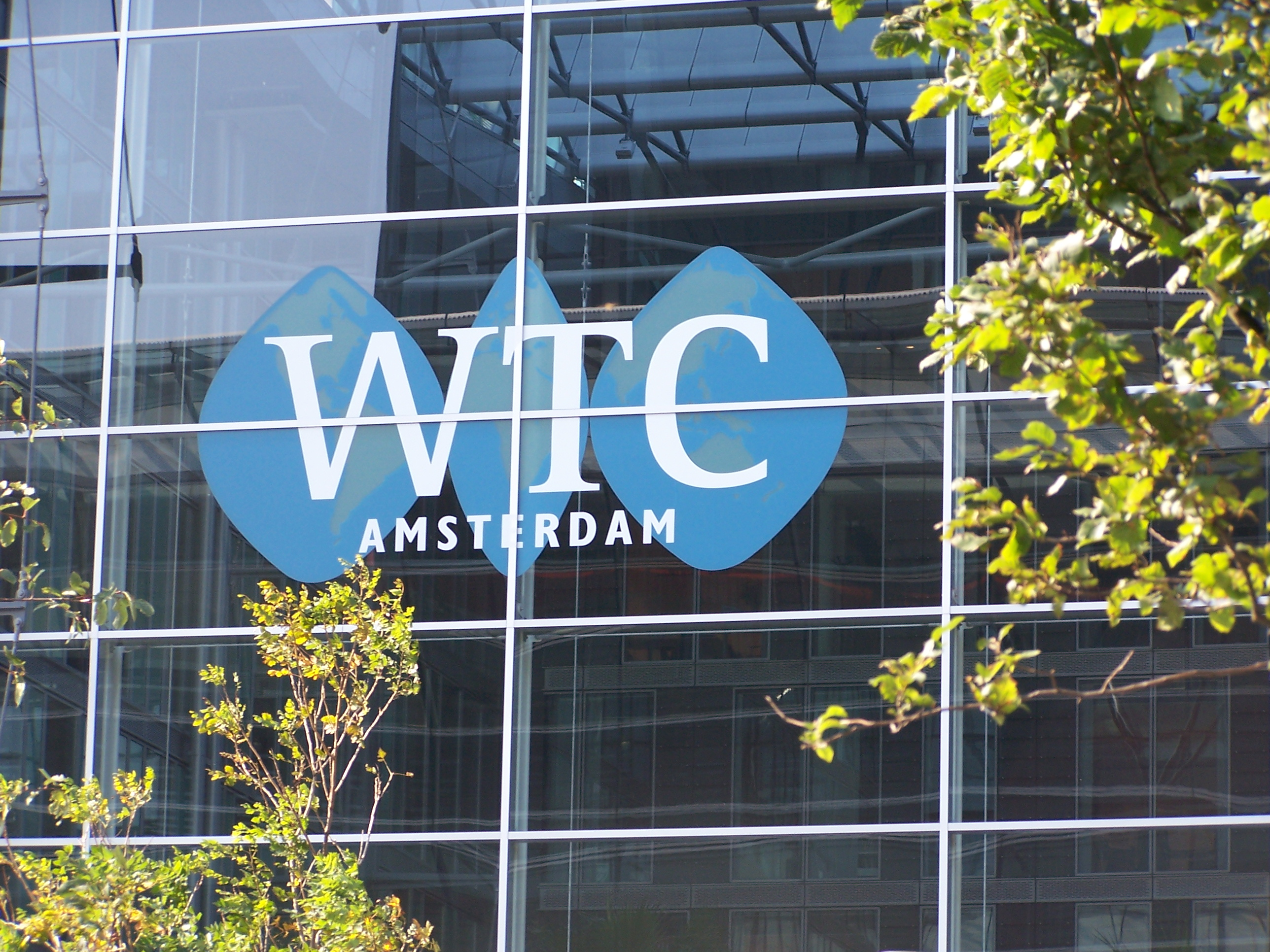
阿姆斯特丹世界贸易中心标志

阿姆斯特丹世界贸易中心（英語：World Trade Center Amsterdam）是一组位于荷兰阿姆斯特丹的综合建筑物。

## 历史
位于阿姆斯特丹南，毗邻阿姆斯特丹南站。由KPF建筑事务所设计，共有九座建筑物，编号从A座到I座，完工时间从1985年至2004年，其中H座最高，有27层楼105米高。是世界贸易中心协会会员。

## 画廊

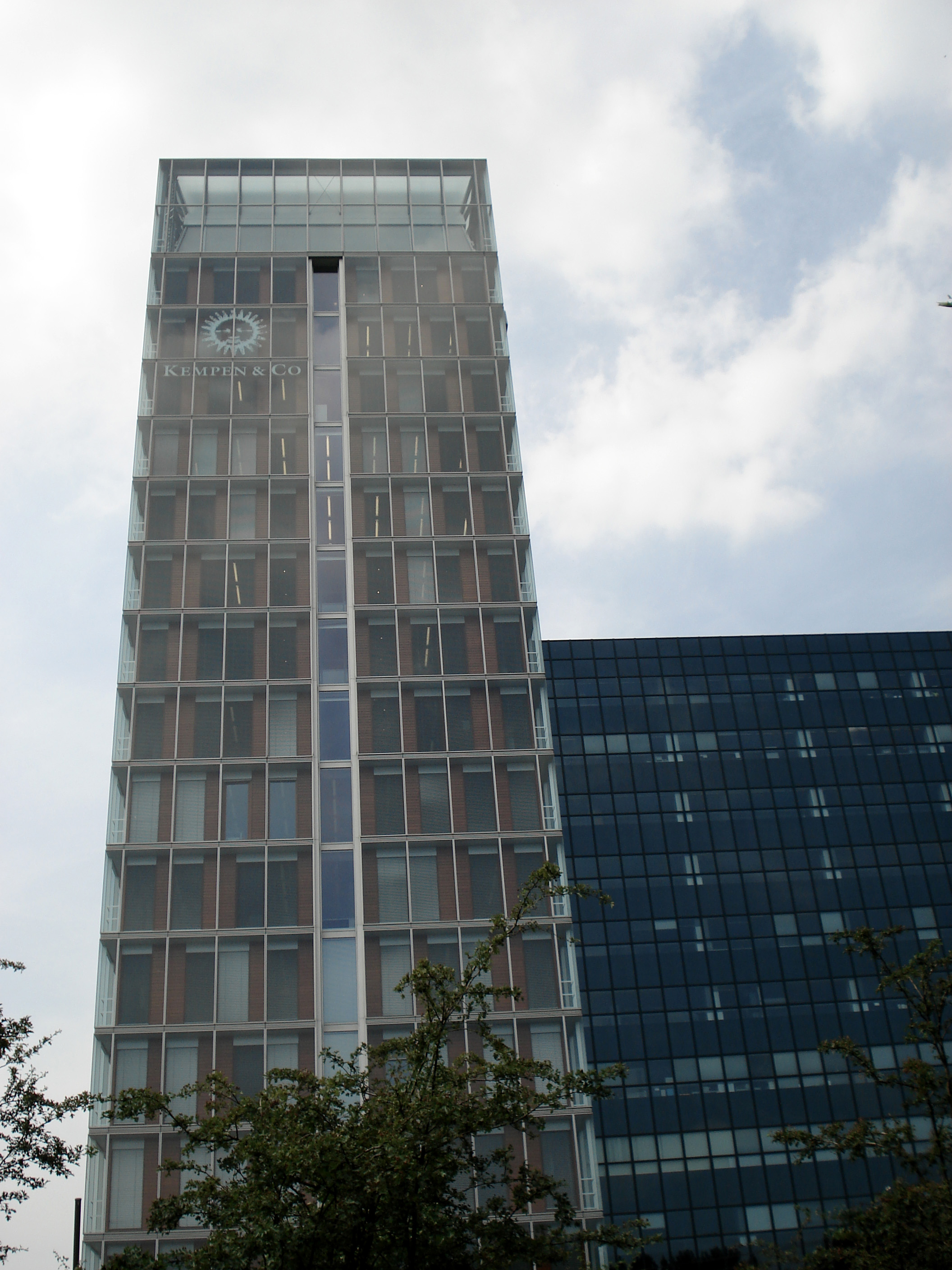
阿姆斯特丹世界贸易中心
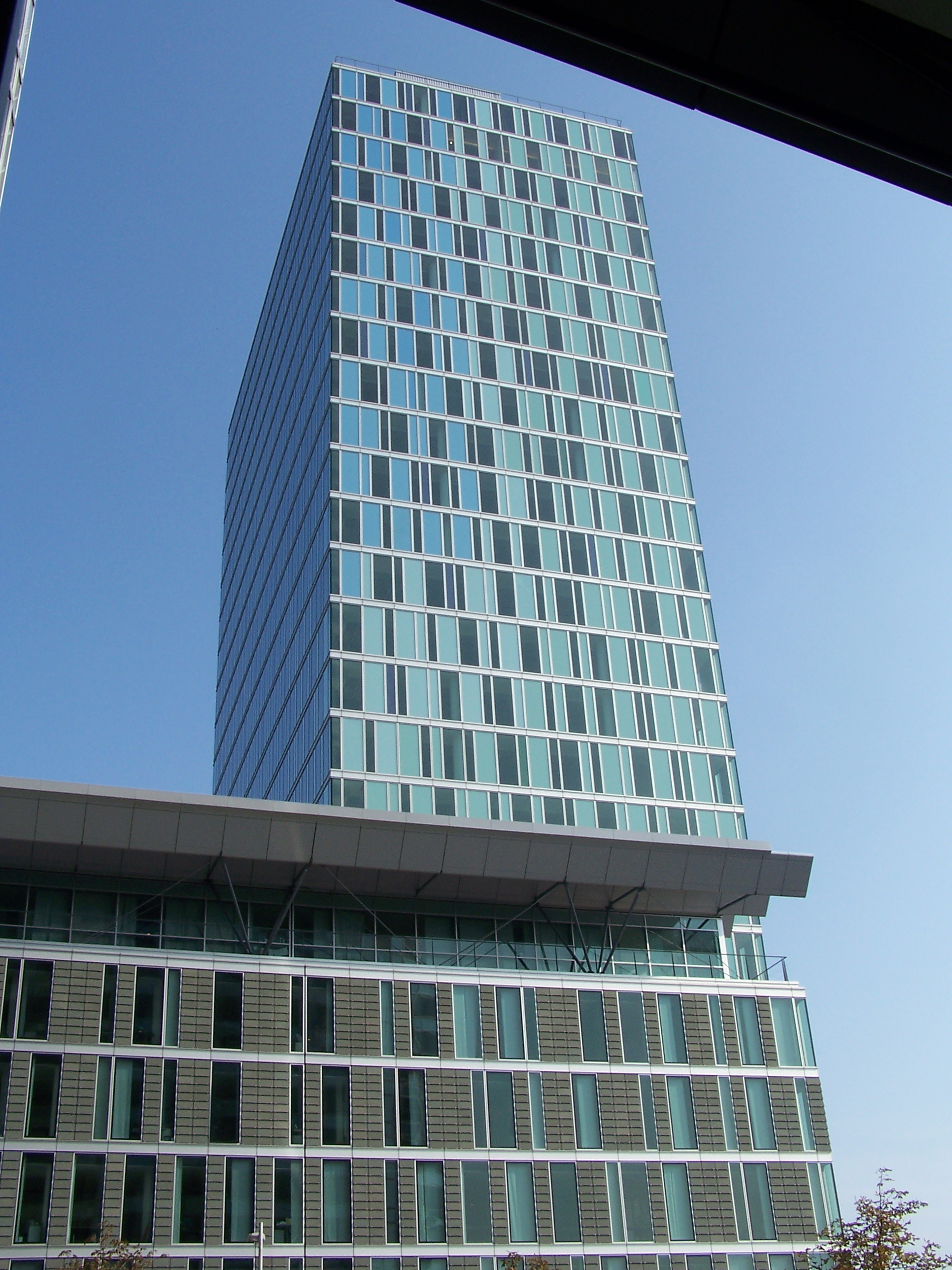
H座
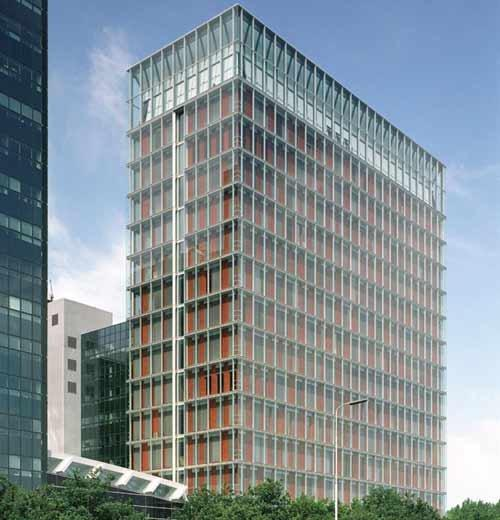
E座